# Parlier
Parlier város az USA Kalifornia államában, Fresno megyében. Lakosainak száma 14 576 fő (2020. április 1.).

## Népesség
A település népességének változása:

| 2010 | 14 494 |
| 2020 | 14 576 |